# Joan As Police Woman
Joan Wasser (født 26. juli 1970 i Biddeford, Maine) er en amerikansk violinist og singer/songwriter inden for indie rock.
Hvis man spørger Joan Wasser, spiller hun "punk rock r'n'b" eller "American Soul Music" – inspireret af hendes forkærlighed for dels soul og r'n'b i den autentiske 70'er-udgave, dels skelsættende ungdomsoplevelser fra koncerter med hårdtslående navne som Sonic Youth, Black Flag og Bad Brain – og med Bowie og The Smith i hård rotation på hjemmestereoen.
Inden hun nåede så langt som til at kalde sig Joan As Police Woman, tilbragte hun 1990'erne som violinspillende medlem af de mere eller mindre anerkendte undergrundsbands The Dambuilders, Those Bastard Souls, Mind Science of the Mind og Battle Beetle. Uden dog at opnå den helt store succes med nogen af dem.
Til gengæld begyndte hun i slutningen af 90'erne – efter at have sagt farvel til førnævnte bands – at spille sammen med vennen Antony og hans band The Johnsons for senere at optræde sammen med og som opvarmning for Rufus Wainwright. Hvilket igen førte til musikalsk samarbejde med navne som Lou Reed, Nick Cave og Sparklehorse.
Inspireret af sine nye musikalske legekammerater begyndte Wasser at arbejde mere og mere målrettet med sin egen sangskrivning og med hjælp fra trommeslageren Ben Perowsky og bassisten Rainy Orteca resulterede dette arbejde i solodebuten 'Real Life', der udkom i starten af juni 2006 til stor applaus fra amerikanske og engelske anmeldere.
På 'Real Life' lyder Joan As Police Woman i høj grad som den musikalske søster til Rufus Wainwright og Antony, hun i praksis også er. For på trods af at punkinspirationen giver sig til kende med stedvise guitarhvæs lægger debutalbummet sig i forlængelse af vennen Antonys intime nærvær kombineret med en varm og blød, klaverbåren pop rock-tone, der giver mindelser om 1970'ernes amerikanske west coast-rock i almindelighed og Carol Kings popklassiker 'Tapestry' i særdeleshed.

## Diskografi

### Albums
- 2006: Real Life
- 2008: To Survive
- 2009: Cover
- 2011: The Deep Field
- 2014: The Classic
- 2016: Let It Be You
- 2018: Damned Devotion
- 2020: Cover Two
- 2021: The Solution Is Restless